# Miss Mato Grosso 2017
Miss Mato Grosso 2017 foi a 58ª edição do tradicional concurso de beleza feminina de Miss Mato Grosso, válido para o certame nacional de Miss Brasil 2017, único caminho para o Miss Universo. O concurso este ano contou com a participação de quinze (15) candidatas em busca do título que pertencia à modelo sorrisiense Taiany Zimpel. O certame é comandado à vinte e sete (27) anos pelo empresário Warner Wilon  e contou com assessoria jurídica de Nadeska Calmon e direção geral de Rodrigo Gomes. A gala final do evento se realizou no dia 22 de Junho no espaço Alphaville Premium Buffet, em Cuiabá  e teve o apoio da prefeitura da capital do Estado. Na ocasião, sagrou-se campeã a representante do município de Cáceres, Aline Castanha Fontes.

## Resultados

### Colocações
| Posição        | Município e Candidata                                                                |
| Vencedora      | - Cáceres - Aline Fontes                                                             |
| 2º. Lugar      | - Lucas do Rio Verde - Mariana Tiepo                                                 |
| 3º. Lugar      | - Primavera do Leste - Bárbara Lopes                                                 |
| 4º. Lugar      | - Várzea Grande - Anny Viégas                                                        |
| 5º. Lugar      | - Nova Santa Helena - Adila Silva                                                    |
| Semifinalistas | - Cuiabá - Drielly Malaquias - Rondonópolis - Marjorie Lourenço - Sinop - Thaís Melo |

     Anunciadas apenas como "finalistas" durante a final.

### Ordem dos Anúncios
| 1. Sinop 2. Nova Santa Helena 3. Cáceres 4. Primavera do Leste 5. Lucas do Rio Verde 6. Rondonópolis 7. Cuiabá 8. Várzea Grande | 1. Cáceres 2. Lucas do Rio Verde 3. Nova Santa Helena 4. Primavera do Leste 5. Várzea Grande | 1. Cáceres 2. Lucas do Rio Verde 3. Primavera do Leste |

## Candidatas
Disputaram o título deste ano:
| - Cáceres - Aline Fontes - Chapada dos Guimarães - Thaís Suelem - Cuiabá - Drielly Malaquias - Distrito de Vila Operária - Bárbara Dutra - Lucas do Rio Verde - Mariana Tiepo | - Nobres - Sara Ribeiro - N. Srª do Livramento - Magda Boregas - Nova Santa Helena - Adila Silva - Pontes e Lacerda - Eduarda Teixeira - Poxoréu - Isadora Borges | - Primavera do Leste - Bárbara Lopes - Rondonópolis - Marjorie Lourenço - Sinop - Thaís Melo - Tangará da Serra - Vandressa Malaco - Várzea Grande - Anny Viégas |

## Crossovers
Candidatas em outros concursos:

### Estadual
Miss Mato Grosso
- 2014: Nova Santa Helena - Adila Silva (Top 10) [16]
  - (Representando o município de Sinop)